# Arc at this
Arc at this is het enige album van de muziekgroep Arc. De band maakte met dit album even furore, maar wegens succes werd de band ook direct weer opgeheven. Het album laat wat rauwe rock horen voor die tijd, maar ook progressieve rock in Hello. Ook psychedelische rock heeft zijn sporen achtergelaten op dit album. Gallagher en Turnbull speelden later nog bij Ian Dury en Gallagher nog bij The Clash.  

## Musici
- Mike Gallagher – zang, gitaar, orgel
- John Turnbull – gitaar, percussie, zang
- Tom Duffy – basgitaar
- David Montgomery – slagwerk

## Muziek
| Nr. | Titel                     | Duur |
| --- | ------------------------- | ---- |
| 1.  | Let your love run through |      |
| 2.  | It’s gonna rain           |      |
| 3.  | Four times eight          |      |
| 4.  | An ear ago                |      |
| 5.  | Great lager streat        |      |
| 6.  | Hello, hello monday       |      |
| 7.  | Perfect happy man         |      |
| 8.  | Sophie’s cat              |      |
| 9.  | You’re in the garden      |      |